# Stefano Sarcinelli
Stefano Sarcinelli (Bari, 13 gennaio 1960) è un comico e drammaturgo italiano.

## Biografia
Esordisce ad appena 17 anni in teatro, come attore ed aiuto regista con Nello Mascia e poi con Mariano Rigillo, Annibale Ruccello a Napoli e Franco Parenti ed il Teatro dell'Elfo a Milano (Sogno di una notte di mezza estate). Nello stesso periodo con Francesco Paolantoni debutta allo Zelig. Approda poi in televisione nel 1987 con la trasmissione di Italia 1 L'araba fenice creata da Antonio Ricci, poi Telemeno e Sportacus per Odeon TV con Enzo Iacchetti, Giobbe Covatta e Francesco Paolantoni per la regia di Massimo Martelli.
Negli anni '90 è attore di trasmissioni per ragazzi come Che fine ha fatto Carmen Sandiego? e L'isola dei ragazzi. È anche speaker ed autore radiofonico, in questo periodo, per Radio Kiss Kiss con la trasmissione A tutti coloro con la quale vince il telegatto come migliore varietà.
Nella seconda metà degli anni '90 è autore per il cult di Gianni Boncompagni Macao e Scirocco, condotto da Enrico Lucci.
Dal 2000 è autore e conduttore di Convenscion e Convenscion a colori. Tra la fine dell'estate ed inizi autunno del 2003 ha condotto l'ultima edizione del gioco La zingara.
Più recentemente ha commentato Takeshi's Castle per GXT con Marco Marzocca e ha fatto da spalla a Max Tortora in La grande notte su Rai 2.
Dal 2007 al 2008 ha condotto assieme a Marco Marzocca il programma Gamebuster, a tema videoludico, sempre su GXT
Tra le trasmissioni scritte da Stefano Sarcinelli Stracult Show 2009 di Marco Giusti, alla quale partecipa nei panni di Roberto Giacobbo in coppia con Nicola Vicidomini
Dal 2016 è co-autore dello show televisivo Stasera tutto è possibile condotto da Amadeus, nello stesso anno scrive e interpreta lo spettacolo teatrale P-Factor insieme a Marco Marzocca e Andrew Faber.
Nell'estate 2018 conduce una trasmissione radiofonica estiva su Radio 2 Rai con Marco Marzocca e Francesco Maria Vercillo Italiani in Continenti. Durante la trasmissione il 6 agosto 2018 si pesa in pubblico. Ora il suo peso è un segreto.
Nel 2019 lavora come agire alla trasmissione STEP e conduce per Rai Premium "Allora in onda" in compagnia di Marco Marzocca
Nel 2020 debutta con lo spettacolo di cui è autore e protagonista con Marco Marzocca e Leonardo Fiaschi "Due botte a settimana".
Dal 2023 è in scena con lo spettacolo "O tello o io" di e con Francesco Paolantoni in vari teatri d'Italia.

## Filmografia
- Uomo d'acqua dolce, regia di Antonio Albanese (1996)
- Il segreto del successo, regia di Massimo Martelli (2003)
- Benedetti dal Signore - serie TV, regia di Francesco Massaro (2004)
- Manuale d'amore, regia di Giovanni Veronesi (2005)
- Distretto di Polizia 5, regia di Lucio Gaudino - serie TV, episodio 5x24 (2005)
- Il mammo - episodio Il veggente di Anacapri, di Maurizio Simonetti (2007)
- Distretto di Polizia 8, regia di Alessandro Capone - serie TV, episodio 8x05 (2008)
- La valigia sul letto, regia di Eduardo Tartaglia (2010)
- Una donna per la vita, regia di Maurizio Casagrande (2011)
- Sono un pirata, sono un signore, regia di Eduardo Tartaglia (2013)
- Bob & Marys - Criminali a domicilio, regia di Francesco Prisco (2018)